# 阿列省博讷
阿列省博讷（法語：Beaune-d'Allier）是法国阿列省的一个市镇，位于该省中西部偏南，属于蒙吕松区。该市镇的总面积为24.2平方公里，2009年时的人口为291人。

## 人口
阿列省博讷人口变化图示
| 数据来源：INSEE |